# الإذاعة الجزائرية 3
الإذاعة الجزائرية 3 (بالفرنسية: chaine 3)‏ هي محطة إذاعية جزائرية تبث برامجها باللغة الفرنسية.

## حصص
- ضيف التحرير(بالفرنسية: Invité de la Rédaction)‏ : مع سوهيلة الهاشمي
- سياسة(بالفرنسية: Politique)‏ : مع جهيدة ميهوبي
- (بالفرنسية: Histoire en marche)‏ : مع مريم عبو
- مجلة الكرة (بالفرنسية: Football Magazine)‏ : مع معمر جبور
- (بالفرنسية: Vibrato)‏ مع : خالد لوما
- (بالفرنسية: Grain de sel)‏ مع : عايد ثريا
- (بالفرنسية: Papier Bavard)‏ مع : يوسف سايح
- (بالفرنسية: VA SAVOIR)‏مع : حياة الدين خالدي, سهام كنوش , رياض توات, حكيم باي و جمال بن علاق.
- الديوان (بالفرنسية: Diwane)‏ مع : أمال فدي
- (بالفرنسية: Accès Libre)‏ مع : سعدوني نريمان
- (بالفرنسية: 100 % Culturel)‏ مع : خاوة زين
- (بالفرنسية: Black & Blue)‏ مع : عدنان فرجيو
- (بالفرنسية: Delta Road)‏ مع : أمير جلال
- (بالفرنسية: Voix d'Algérie)‏ مع : كميلة بوثلجة
- (بالفرنسية: 17/19 Le Mag)‏ مع : Mehrez Rabia
- ياداس (بالفرنسية: Yades)‏ مع : مهدي أجاوت
- (بالفرنسية: Serial Taggeur)‏ مع : يزيد آيت حمدوش
- شازام حصة ثقافية يومية, من تقديم  مع : رضا مساهل.

## منشطون
حياة الدين الخالدي
سميرة شوادرية
ثريا عياد
يوسف سايح
ليندا تمدراري
معمر جبور
مريم عبده
نجيب ادريس
بديعة حداد
أمل فدي
سهيلة الهاشمي
معمر جبور
رضا منسيل
عايد ثريا
عدنان فردجيوي
كاميلا بوتيلجا
مهدي اجعود
رضوان بندلي
كتاب الأعمدة:
جمال بن عليق
سامي بوشعيب
سهام كنوش

## وصلات أخرى

### وصلات خارجية
- الموقع الرسمي للإذاعة الثالثة

1. ↑  "القناة الثالثة". الإذاعة الجزائرية. مؤرشف من الأصل في 2022-11-08. اطلع عليه بتاريخ 2023-03-02.

قالب:إذاعات جزائرية